# 南京大牌档

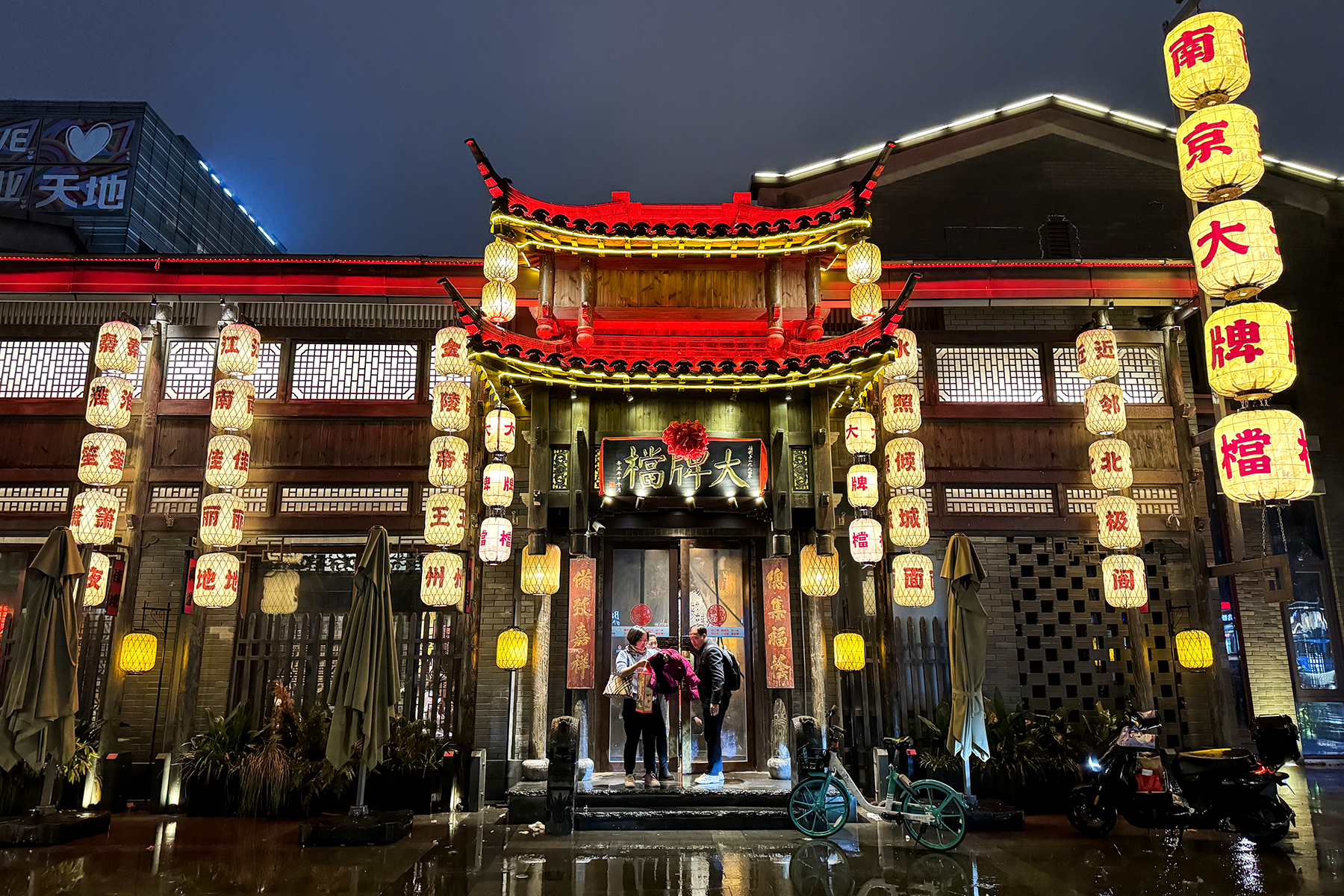
位于南京茂业中心的南京大牌档

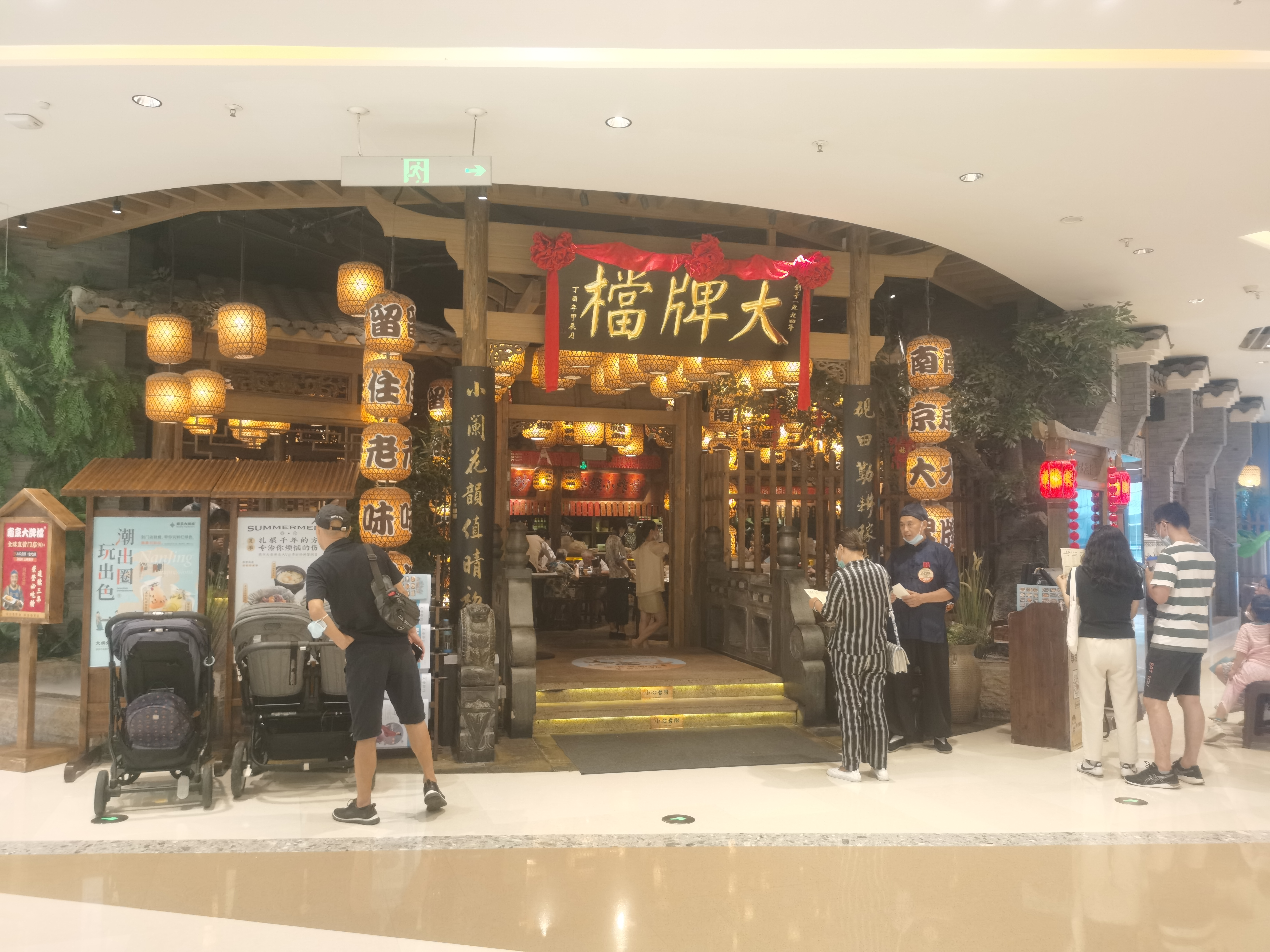
位于江苏省苏州市苏州中心的南京大牌档

南京大牌档，是以京苏菜为特色的餐饮连锁。1994年于南京洪武路开业，2000年搬至狮子桥，2017年3月与百度外卖合作启动“春芽公益”计划。目前在南京、北京、上海、天津、深圳、合肥、新加坡等9个城市开设了37家直营分店。

## 事件
2017年4月，南京紫峰店的小吃台上出现老鼠，引发关注。
2022年4月，该公司起诉巢州大牌档，指控巢州大牌档未经许可使用南京大牌档的注册商标，惟该纠纷引发争议。